# Салмин, Алексей Иванович
Алексей Иванович Салмин (4 (16) марта 1893, Красновидово, Теньковская волость, Свияжский уезд, Казанская губерния, Российская империя — 4 июля 1971, Васильево, Зеленодольский район, Татарская АССР, РСФСР, СССР) — советский писатель. Известен как «писатель одной книги», автор романа «Буря на Волге» (1956—1963).

## Биография
Алексей Иванович Салмин родился 4 (16) марта 1893 года в селе Красновидово Теньковской волости Свияжского уезда Казанской губернии. По собственным воспоминаниям, мать родила его ночью, забравшись на глинобитную печь в землянке, которую регулярно затапливало дождевой водой  — прежний дом семьи сгорел летом 1892 года, а уж после рождения сына Салмины переселились в купленный за сорок рублей старый амбар, переделанный в избу.
Из семьи крестьянина-батрака. Отец за гроши работал у рыбопромышленника Кузьмина, сильно пил и бил свою жену, мать Алексея. В возрасте восьми лет пошёл учиться, окончил три класса церковно-приходской школы, но после экзамена ему отказали в выдаче похвального листа на том основании, что отец пьёт и в церковь не ходит. С 11-ти лет Алексей и сам стал батрачить на того же Кузьмина, а в 13 лет потерял отца. Испытал все тяготы рабочей жизни, нередко страдал от голода и холода. В 1914 году был мобилизован в царскую армию и принял участие в Первой мировой войне, четыре года провёл на передовой. В одном из боёв на берегу Двины был ранен в правую руку, но, несмотря на это, смог вытащить своего товарища из под огня, за что был награждён орденом Святого Георгия.
С 1918 года служил в Красной армии, участвовал в боях гражданской войны в составе Волжской флотилии, затем учился радиотелеграфному делу, был связистом, а в 1921 году вышел в запас. В том же году вместе с матерью переехал в Казань, где стал рабочим, в частности, трудился на восстановлении Московско-Казанской железной дороги. С 1924 года беспрерывно работал в «Казанских электросетях», сначала землекопом, затем электромонтёром, мастером цеха кабельной сети, а потом и начальником цеха. В 1931 году вступил в ВКП(б). В 1946 году награждён медалью «За доблестный труд в Великой Отечественной войне 1941—1945 гг.», в 1949 году получил значок «Отличник социалистического соревнования» от министерства электростанций, а в 1952 году стал кавалером медали «За трудовую доблесть». Проработав в системе «Казэнерго» 28 лет, в 1952 году вышел на пенсию по старости. Активно выступал с рационализаторскими предложениями, думал как улучишь работу элетросетей, уменьшить количество аварий, заработав за годы напряжённой работы немало болезней.
С 1952 года сосредоточился на серьёзной литературной работе. Будучи писателем-самородком, выходцем из рабоче-крестьянской среды, фактически известен как автор одной книги, автобиографического романа-трилогии «Буря на Волге» (1956—1963). В 1958 году принят в Союз писателей СССР. Был автором альманаха «Литературная Казань», литературные журналы боролись за право опубликовать его новые произведения, сам Салмин активно рецензировал книги будущих писателей. Часто подчёркивал важное значение детской литературы, считая её вершиной профессионального мастерства и ответственности автора перед читателем, которого следует воспитать «в духе коммунизма». По некоторым оценкам, Салмин сам хотел стать детским писателем — в черновиках он часто обращался к обстоятельствам своего рождения, которое облекал в литературно-фантастическую форму, задумывал повесть о своём детстве, но так и не написал её. Сам же часто был строг к себе, в частности, в письме одному писателю указывал следующее: «Я со своей стороны с большим бы удовольствием вам помог, но мои литературные знания настолько ограничены, что я уже сделать это не в состоянии, а вы уже переросли тот момент, где мои познания могут быть вам полезны. Здесь требуется уже опытный литератор».
Войдя в большую литературу в эпоху «оттепели», когда читателей интересовали не перипетии становления советской власти, а личная и человеческая судьба героев, Салмин однако сформировался как писатель в 1920—1930-х годах, в связи с чем считал, что литература должна служить рабоче-крестьянскому строю и воспитывать настоящих коммунистов. В частности, выступал против романа «Доктор Живаго» Б. Л. Пастернака, указывая, что он, как писатель, «который должен был своими произведениями показать пути укрепления советского строя, наоборот пытался его расшатывать, спустя сорок лет, котгда советский строй показал всему миру, что он крепок и непоколебим, как гранитный утёс среди набегающих яростных волн клеветы буржуазных продажных писак». По отзывам товарищей, Салмин был «человеком широкой песенной души, самобытного таланта, образцом трудолюбия, скромности, простоты». Ратуя за партийную целесообразность, тем не менее, он, согласно оценкам критики, был настоящим, живым писателем, следовавшим народной сермяжной правде, не умевшим закрыть на неё глаза.
Алексей Иванович Салмин скончался 2 июля 1973 года в санатории Васильево, отправившись на рыбалку — не дойдя до лодки, он упал в траву и умер от апоплексического удара. Прощание прошло 6 июля в Доме печати. Похоронен был Салмин на Арском кладбище. Последнее время писатель работал над новой книгой — повестью о судьбе Матвея Чурбакова, который «переживёт много всяких историй и бед, пока, наконец, не встретит людей, которые объяснят ему, отчего бывают бедные и богатые и что нужно делать, чтобы человеку труда жилось хорошо».

## Очерк творчества
В 1929 году первые свои стихи под названиями «Сезонники» и «Накипь» отправил в редакцию ленинградского журнала «Резец», где их не приняли, сославшись на слабость в поэтическом отношении, неграмотность, отсутствие образов. После отказа Салмин занялся самообразованием, принялся усердно постигать азы писательского мастерства, выписывал литературные журналы для рабочих, читал политическую и художественную литературу, в частности, активно штудировал книги В. И. Ленина, А. И. Герцена, Н. Г. Чернышевского, В. Г. Белинского, И. С. Тургенева, Л. Н. Толстого, С. Т. Аксакова, П. И. Мельникова-Печерского, делал из них обширные выписки. В 1930 году стал участником литературного кружка, где представлял свои первые рассказы, отличавшиеся ярким, живым языком. С начала 1950-х годов приступил к осуществлению давно задуманных планов по написанию широкомасштабного литературного произведения, посвящённого периоду Октябрьской революции и гражданской войны в Казани. Представив в литературном объединении при музее А. М. Горького первый вариант рукописи своего романа, в дальнейшем её пять раз переписывал под влиянием советов других писателей, работал над книгой медленно и кропотливо. Активно Салмину помогали Т. К. Журавлёв, И. П. Заботин, С. Н. Никольский, Л. Г. Юдкевич, сам он одним из своих покровителей в литературе считал писателя М. С. Лисянского. На каждое критическое замечание Салмин отвечал расширенными поправками, добавлял новые воспоминания, и даже после издания первой части подмечал недостатки и упущения, усердно трудился над новыми частями. Наверстывая ранее упущенное, писатель при сравнении разных книг романа значительно развил своё мастерство, умение создать обёмную картину повествования.
В литературном объединении при музее Горького собирались по пятницам начинающие авторы, читали свои первые стихи и рассказы, и здесь, на занятиях, можно было увидеть пожилого человека с загорелым лицом и тёмными кистями рук, который обычно сидел в заднем ряду и что-то записыл в свою тетрадочку. Он был намного старше присутствующих и никого в особенности не интересовал: какой спрос с человека, которому уже за пятьдесят?… И вдруг — роман! Мало кто верил, что этот молчаливый, простоватый на вид человек мог создать художественное произведение, да ещё такого «эпического размаха». А он все эти годы учился, образовывал себя, памятуя, что «чтение — лучшее учение!».Г. А. Паушкин, 1983 год.
Роман состоит из трёх книг и представляет собой эпопею народной жизни, в центре которой находится судьба потомственного волжского рыбака Василия Чилима, отражающая во многом жизненный путь и искания самого автора. Первая часть начинается как напев о Волге, её людях и просторах, однако скоро повествование в прямом смысле сгущается, показано как надвигаются тучи социального гнева, рассказывается о нужде народа, полицейских расправах с рабочими, стяжательстве, обогащении и моральном падении хозяев жизни в царской России, что неизбежно выливается в очистичельную бурю революции. Во второй части романа изображены уже события гражданской войны на Волге, повествуется о боях за Казань в 1918 году и защите советской власти в Казанском крае, среди главных действующих лиц чего дан комиссар Н. Г. Маркин, организатор и руководитель Волжской флотилии. Третья же часть фокусируется уже на мирной, послевоенной жизни главного героя как электротехника-новатора, изобретателя нового вида станков, начальником цеха, что рассказано на основе эпизодов из личной биографии Салмина, представляющими собой важный источник о становлении казанских электросетей.

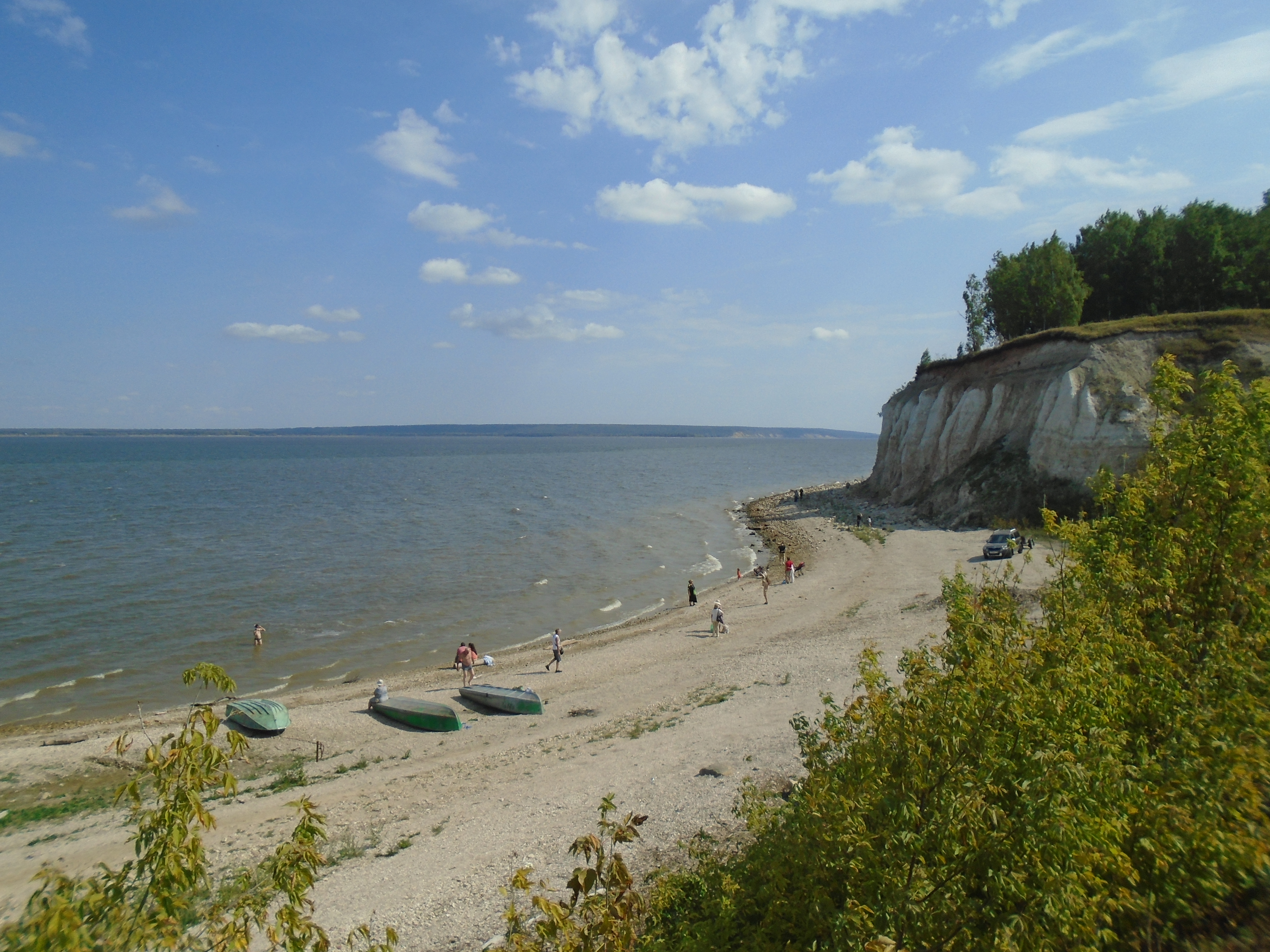
Река Волга у села Красновидово (современное фото)

Главный герой романа представляет собой живой народный тип, волнующий своей правдивостью и простотой — вместе с Чилимом читатель проходит сквозь этапы становления советской власти, перипетии судьбы, историю любви, разлуки, новые встречи, поиски сына. Жизнь Чилима раскрывается на фоне широкой панорамы истории волжских деревень, рассказанной как лично автором, так и устами его персонажей, различных типов крестьян, деревенской бедноты, батраков, рыбаков, мельников, овчинников, кожевенников, грузчиков, матросов, богатеев, рыбопромышленников, пароходчиков, кулаков, современников Салмина. В монологах героев прослеживается их мировоззрение, система ценностей, строй речи, здесь Салмин умело употребляет сочный народный язык, присловье и побасенки. Достоинства романа заключаются в хорошем образном языке, чему порукой был широкий жизненный опыт автора, умелого бытописателя, обладавшего природным даром изображения быта, облика, повседневной жизни народа. Прослеживается также склонность автора к использованию стиля русских былин и сказов, текст часто прерывается вставными новеллами, в которых роль рассказчика несколько затушёвывается и повествование будто ведёт сама жизнь.
Образ потомственного рыбака из приволжского села Теньки помещён на фоне процесса постепенного превращения неграмотного рабочего люда в политически сознательных защитников революции, настоящий оплот советской власти, причём упор сделан на то, что сознание Чилима просвещают коммунисты, именно они направляют трудовой народ на правильный путь. Органически раскрыта любовная линия — любовь Чилима и Надежды, купеческой дочки и вместе с тем живой индивидуальной натурой, порывающей со своим окружением и находящей себя в борьбе как личное, так и общее народное счастье. Реалистическая картина жизни волжского крестьянства и его прихода в революцию базируется на автобиографическом материале, в связи с чем роман имеет значительную ценность как свидетельство очевидца исторических событий. Опираясь не только на свои воспоминания, внимательно Салмин штудировал материалы того времени, создав не столько произведение художественной литературы, но историческую хронику о прошлом Казанского края. Важную роль в повествовании играет искренне выписанный образ реки Волги, на фоне которой происходят все основные события, велика также роль пейзажа.
Автор романа «Буря на Волге» Алексей Иванович Салмин до революции работал по найму у купцов-рыбопромышленников, знал досконально весь промысел, характер старой Волги, и когда мы выезжали с ним на рыбалку и сидели в одной лодке, он рассказывал, что река в то давнее время была разделена на плёсы. С каждого отмеренного купцами участка артельщики выбирали рыбы столько, сколько могло попасть в сети, а её на Волге не убывало. […] Казань в то время по улову и рыботорговле могла поспорить даже с самой Астраханью, которая славилась на всю Россию обилием разнообразной рыбы. Да, был прав Алексей Салмин — потомственный волгарь: всю рыбу выловить из реки нельзя, а вот отравить её, извести до последнего малька можно — только одним мановением руки должностного лица, открывшего выход ядовитому стоку в реку — и живая вода превратится в мёртвую, чему мы сегодня и являемся свидетелями. Быстротечную реку превратили в водохранилице, где погибает всё живое…Г. А. Паушкин, 1996 год.
Впервые роман был опубликован в 1955 году в альманахе «Литературный Татарстан». Отдельное издание вышло в 1956 году, затем в 1958 году последовала вторая, а в 1963 году и третья часть трилогии. Две первые части составляют по двести страниц каждая, тогда как третья — меньше ста. Салмин сам отмечал, что на написание заключительной части его сподвигли настоятельные письма читателей, требовавших продолжения, желавших знать что будет дальше с героями романа. Роман в целом изобилует идеологически выверенными оценками и фокусируется на теме труда, меняясь в третьей своей части в сторону производственного романа. В 1973 и 1980 годах Татарским книжным издательством были выпущены новые издания романа. Роман быстро раскупался, приходили пачки писем от читателей со всей страны, а в библиотеках были очереди на книги. Важное значение роман Салмина имеет для красновидовцев, которые часто в персонажах узнавали своих знакомых; отмечается также, что судьба автора во многом была схожей с жизнью А. М. Горького, также известного жителя Красновидово.

## Награды
- Медаль «За трудовую доблесть» (1952 год),  «За доблестный труд в Великой Отечественной войне 1941—1945 гг.» (1946 год)[1].
- Почётная грамота Президиума Верховного Совета Татарской АССР (1963 год) — за успешную литературную деятельность и в связи с семидесятилетием со дня рождения[46].

## Личная жизнь
Жена — Анна Ивановна, имели сына. В Казани жил на улице Галактионова, летние месяцы проводил в Красновидово. В 1959 году получил в заливе у Обсерватории землю, где построил дачу. Умело управлял лодкой, особенно увлекался рыбалкой, знал все волжские прораны и заливы. Любил родную реку и часто вспоминал какая она была прежде, так и не узнав о том, что в 1990-х годах его любимую протоку замыло, а на месте прикола лодок поставлены новые особняки.

## Память
После смерти Салмина его архив был передан в казанский музей А. М. Горького и Ф. И. Шаляпина, там хранятся многие неопубликованные рассказы и очерки писателя, как, например, «Высокомерная» (о солдатском опыте), «Что было и что стало» (об электросетях), «Сад» (из воспоминаний о своём детстве), «Встреча» (о жизни А. М. Горького в Красновидово). Ныне имя Салмина практически неизвестно широкому читателю, его творчество остаётся малоисследованным, полноценной научной биографии не существует. В 2023 году на родине Салмина в Красновидово был открыт посвящённый писателю памятный знак.